# Ram Pickup
A Ram é uma picape de porte grande fabricada pela FCA US LLC e comercializada a partir de 2011 dentro da marca Ram Trucks. O único concorrente dela no Brasil era a Ford F-250, até quando foi produzida. Ela é vendida na versão SLT.

## Ficha técnica

### Motor
- Dianteiro, longitudinal, 6 cilindros, diesel, turbo intercooler
- Cilindrada: 5.889,95 cm3
- Diâmetro x curso: 102,1 x 119,9 mm
- Taxa de compressão: 17,2:1
- Potência: 330 cv a 2900 RPM
- Torque: 83,0 mkgf a 1800 RPM
- Câmbio: Automático de 4 marchas (1ª: 2,45, 2ª: 1,45, 3ª: 1,00, 4ª: 0,69, Ré: 3,27. Diferencial: 3,73)
- Rotação do motor a 100 km/h em D: 1.700 RPM
- Tração 4x4

### Carroceria
- Picape cabine dupla, 4 portas, 6 lugares
- Dimensões: Comprimento, 578 cm; largura, 202 cm; altura, 199 cm; entreeixos, 357 cm
- Peso: 3073 kg
- Peso/potência: 9,3 kg/cv
- Peso/torque: 37,0 kg/mkgf
- Volumes: Capacidade de carga, 1000 kg; capacidade de volume na caçamba, 1634 l; tanque de combustível, 128 l.

### Suspensão
- Dianteira: Eixo rígido com molas helicoidais, braços sobrepostos, barra estabilizadora e amortecedores.
- Traseira: Eixo rígido com feixe de molas e amortecedores.

### Freios
- Hidráulicos, disco nas 4 rodas e ABS.

### Direção
- Hidráulica, do tipo esferas recirculantes, diâmetro de giro 14,9 metros; 2,75 voltas entre batentes.

### Rodas e pneus
- Alumínio, aro 17; Michelin LTX/AS 265/70 R17.

## Equipamentos

### Principais equipamentos de série
- Airbags, CD player, ar-condicionado, computador de bordo, banco do motorista com ajustes elétricos, trio elétrico, coluna de direção regulável em  altura, espelhos retrovisores aquecidos e retrovisor interno fotocrômico.

### Principais equipamentos opcionais
- Estribo

## Galeria
- Primeira geração (1980-1993)
- Segunda geração (1993-2001)
- Terceira geração (2001-2009)
- Quarta geração (2010-2019)
- Quinta geração (2019-presente)